# 위트레흐트 주교후국
위트레흐트 주교후국(네덜란드어: Sticht Utrecht, 독일어: Hochstift Utrecht, 프랑스어: Principauté d'Utrecht )는 오늘날 네덜란드의 저지대에 있던 신성 로마 제국의 민간 제후국이며, 신성 로마 제국의 제후인 위트레흐트 주교들이 다스렸다.
1024년부터 1528년까지 신성 로마 제국의 주교후령 중 하나였으며, 교권적 측면을 띈 제국내 민간 영지이기도 했다. 1528년, 신성 로마 황제 카를 5세가 이곳의 권한과 영토를 세속화시켰다.

## 역사

### 설립
위트레흐트 교구는 성 윌리브로드가 교황 세르지오 1세의해 로마에 있던 프리슬란트인들의 주교로 임명된 695년에 설립되었다. 프랑크족의 통치자 피피누스 2세의 허락을 받아, 그는 위트레흐트에 있는 옛 고대 로마의 요새에 정착했다. 윌리브로드 사후, 위트레흐트 교구는 프리슬란트인, 그 뒤에는 바이킹들의 약탈 피해를 엄청나게 겪었다. 제임스 팔머가 “최소한 알베리크 시기 (775–84)까지는 주교라는 명확한 개념이 없었다”라고 지적하였기에, 윌리브로드가 초대 위트레흐트 주교로 불렸는지 아닌지에 대해선 의문이 있다. 보니파시오가 그의 성인전에서 윌리브로드의 후계자 (그 이후 위트레흐트의 그레고르는 윌리브로드와 보니파싱이 후계자라고 언급)라고 언급되었음에도, 이것은 “주교의 후계자”라고 반드시 의미하는 것이 아니라, 그들이 프리슬란트인들에 대한 선교 활동을 이어받았다는 걸 뜻한다.

### 위트레흐트 주교후령
전성기는 작센족 출신 황제들이 지배하던 시기에 나타났는데, 이들은 제국 공의회나 회의에 위트레흐트 주교들을 자주 초청하였다. 1024년에 위트레흐트 주교들은 신성 로마 제국의 제후가 되면서 위트레흐트 주교후령이 생겼다. 교회가 다스리던 지역들은 Sticht Utrecht 또는 Het Utrecht (sticht는 주교나 수도원장이 관리하는 땅을 뜻함)라고 알려졌다. 그 지역은 네데르스티흐트 (Nedersticht, 아랫 쪽으로, 위트레흐트주와 대략 일치), 오베르스트히트 (Oversticht, 위쪽이며 현재 오버레이설주, 드렌터주 그리고 흐로닝언주의 일부를 합친 것)으로 나뉘었다.
1122년에 보름스 협약으로 신성 로마 황제의 서임권이 사라졌고, 위트레흐트 대교구는 주교를 선출할 수 있는 권한을 받았다. 하지만 곧 이 권리를 위트레흐트의 4개의 수도회들과 공유해야만 했다. 위트레흐트 주교의 두 영지가 위치한 곳 사이에 있는 홀란트와 헬러 백작들 역시도 주교구에 대한 완전한 영향력을 얻고 싶어했다. 이 바람은 분쟁으로 이어졌고 따라서 성좌는 위트레흐트 주교 선출에 자주 개입했다. 14세기 중반 이후로 교황들은 다섯 수도회를 고려하지 않고 곧 바로 임명시켰다.
위트레흐트 주교후령은 라인 강 하류-베스트팔렌 관구의 일부였다.
1527년 당시에 위트레흐트 주교는 영지와 더불어 교권을 신성 로마 황제 카를 5세에게 매각하였고 위크레흐트 주교후령은 합스부르크 가문 영지의 하나가 되었다. 교황 클레멘스 7세의 동의를 받은 위트레흐트 교구는 사코 디 로마 이후 정치적 압력 아래에서 자신들의 주교 선출권을 카를 5세와 그의 정권에게 넘겼다.

### 해체
위트레흐트 주교후령은 1528년 합스부르크군에게 정복당한다. 위트레흐트를 주변으로 한 중심지인 네데르스티흐트의 남서쪽은 위트레흐트 영주령이 되었고, 오베르스티흐트의 남쪽은 오버레이설 영주령으로 바꿨다. 북쪽 지역은 드렌터 백작령으로 1536년에 합병되었다.

## 주교후
- 아델볼트 2세 (1010–1026)
- 베른홀트 (1026/7–1054)
- 빌럼 2세 (1054–1076)
- 콘라드 (1076–1099)
- 부르카르드 (1100–1112)
- 호데발트 (1114–1127)
- 안드레아스 판 카위크 (1127/8–1139)
- 하르트버르트 (1139–1150)
- 헤르만 판 호르너 (1151–1156)
- 홋프리트 판 르헤넌 (1156–1178)
- 바우데베인 2세 판 홀란트 (1178–1196)
- 아르놀트 1세 판 이센뷔르흐 (1196–1197)
- 디르크 1세 판 홀란트 (1197)
- 디르크 2세 판 아러 (1197/8–1212)
- 오토 1세 판 헬러 (1212–1215)
- 오토 2세 판 리퍼 (1216–1227)
- 빌브란트 판 올덴뷔르흐 (1227–1233)
- 오토 3세 판 홀란트 (1233–1249)
- 호제베인 판 란데랏 (1249–1250)
- 헨드릭 판 피안던 (1250/2–1267)
- 나사우의 얀 1세 (1267–1290)
- 얀 2세 판 시르크 (1290–1296)
- 빌럼 2세 베르트하우트 (1296–1301)
- 아베느의 기 (1301–1317)
- 프레데릭 2세 판 시르크 (1317–1322)
- 야코프 판 아우츠호른 (1322)
- 얀 3세 판 디스트 (1322–1340)
- 얀 4세 판 아르컬 (1342–1364)
- 얀 5세 판 피르네뷔르흐 (1364–1371)
- 아르놀트 2세 판 호르너 (1371–1379)
- 플로리스 판 페벨링크호번 (1379–1393)
- 프레데릭 3세 판 블랑켄하임 (1393–1423)
- 루돌프 판 디폴트 (1423–1455)
- 즈베더르 판 퀼렘보르흐 (1425–1433)
- 발라번 판 뫼르스 (1434–1448)
- 헤이스브레흐트 판 브레데로더 (1455–1456)
- 부르고뉴의 다비드 (1456–1496)
- 바덴의 프리드리히 4세 (1496–1517)
- 부르고뉴의 필리프 (1517–1524)
- 팔츠의 하인리히 (1524–1529)
- 빌럼 3세 판 엥켄보이르트 (1529–1534)
- 헤오르허 판 에흐몬트 (1534–1559)

### 대주교
- 프레데릭 5세 스헹크 판 타우텐뷔르흐 (1559–1580)
- 헤르만 판 레넨베르흐 (1580–1592) - 종교개혁 때문에 임명되지 못함
- 얀 판 브뤼헤선 (1592–1600) - 종교개혁 때문에 임명되지 못함

## 같이 보기
- 네덜란드 선교
- 철회령
- 반종교개혁
- 80년 전쟁
- 합스부르크령 네덜란드
- 네덜란드의 종교사
- 위트레흐트 주교 및 대주교 목록 (695년–1580년)

## 참고 서적
- Ring, Trudy; Watson, Noelle; Schellinger, Paul, 편집. (1995). 〈Utrecht〉. 《International dictionary of historic places》 2. Chicago: Fitzroy Dearborn. 761쪽. ISBN 188496401X.

- Gosses, Izaak H. (1909). “De Bisschop van Utrecht, het Domkapittel en de Groninger Prefect”. 《Bijdragen voor vaderlandsche geschiedenis en oudheidkunde》 (네덜란드어) ('s-Gravenhage: Nijhoff). ser.4 v.7: 25–135. OCLC 560305125. 2014년 9월 15일에 확인함.